# Pishin
|  | Aquest article tracta sobre sobre la ciutat del Balutxistan. Si cerqueu el títol preislàmic a l'Àsia central, vegeu «Afshin». |

Pishin (urdú پشین) és una ciutat del Pakistan a la província de Balutxistan, capital del districte de Pishin. Està situada prop de la frontera amb l'Afganistan a 30° 35′ N, 67° 00′ E / 30.583°N,67.000°E a 1.550 metres d'altitud. La població al cens de 1998 era de 20.479 habitants.
Estava en mans de l'emir de l'Afganistan quan fou ocupada pels britànics el desembre de 1878 i cedida pel tractat de Gandamak del 25 de maig de 1879. El 1883 fou unida al districte de Quetta. Fou guarnició militar. Durant la II Guerra Mundial es van construir a la rodalia dues bases aèries una a Pishin i una altra a Saranan. El 1975 fou declarada capital del nou districte de Pishin, districte de majoria paixtu tot i formar part del Balutxistan.